# Den store elskov
Den store elskov (originaltitel: Die Verräterin) er en tysk stumfilm fra 1911 instrueret af Urban Gad med Asta Nielsen i hovedrollen.
Filmen er indspillet i Deutsche Bioscope studios i Chausseestraße i Berlin.

## Medvirkende
- Asta Nielsen som Yvonne
- Max Obal som Marquis de Bougival
- Robert Valberg som von Mallwitz
- Emil Albes som Vujrat
- Albert Paul